# Sarcophilus laniarius
Sarcophilus laniarius é uma espécie fóssil do gênero Sarcophilus. Foi descrita por Richard Owen como Dasyurus laniarius em 1838, com base em espécimes do Pleistoceno coletados na caverna Wellington, em Nova Gales do Sul. Em 1877, Owen transferiu a espécie para o gênero Sarcophilus. Comparações posteriores realizadas nos espécimes fósseis e recentes sugeriram não haver evidência suficiente para o reconhecimento de duas espécies distintas, levando o nome Sarcophilus laniarius a ter prioridade sobre o Sarcophilus harrisii. Colin Groves em 2005 restituiu o S. harrisii para a espécie recente, deixando o nome S. laniarius para a espécie fóssil, que deveria ser retida como uma espécie diferente já que as medidas da espécie fóssil e atual não coincidem em muitas variáveis.
Restos fósseis desta espécie também foram encontrados na caverna Henschke, Naracoorte, Austrália Meridional.